# Rodrigo Taddei
Rodrigo Ferrante Taddei (São Paulo, 1980. március 6. –) brazil származású olasz labdarúgó. A brazil mellett olasz útlevéllel is rendelkezik. 

## Pályafutása
A Palmeiras csapatában kezdte a pályafutását. 2002-ben a Siena gárdájához igazolt, akikkel feljutott a Serie A-ba. Az első osztályban rögtön az első fordulóban, a Perugia ellen 2-2-re végződött meccsen eredményes volt. 2005-ben az AS Romához igazolt  ahol a Reggina ellen 3-0-ra megnyert idegenbeli mérkőzésen debütált, a nemzetközi porondon először a MIddlesbrough elleni UEFA-Kupa mérkőzésen szerepelt. A bajnokságban 38 meccsen 8-szor volt eredményes. A 2006-07-es szezonban 29 meccsen 5-ször talált be, a Manchester United ellen 2-1-re megnyert BL-meccsen gólt szerzett, a szezon végén pedig Olasz Kupa-győztes lett. A 2007/08-as szezonban a Real Madrid elleni BL-nyolcaddöntő első, idegenbeli meccsén volt eredményes. A Roma csapatában eltöltött utolsó szezonjában 19 mérkőzésen 2 gólt szerzett. 2014-ben a Serie B-ben szereplő Perugia csapatához szerződött, a bajnokságban először a Vicenza elleni 2-2-es mérkőzésen talált be. Utolsó meccsét a csapatban 2016 májusában játszotta. 

## Sikerei, díjai
- Olasz Kupa-győztes: 2007, 2008
- Olasz Szuperkupa-győztes: 2007

## Külső hivatkozások
- Profilja a Gazzetta honlapján
- https://www.transfermarkt.com/rodrigo-taddei/leistungsdatendetails/spieler/15342/saison/2003/wettbewerb/IT1